# Rolands Kalniņš
Pour les articles homonymes, voir Kalniņš.
Rolands Kalniņš, né le 9 mai 1922 à Vecslabada et mort le 17 mai 2022, est un réalisateur letton.

## Biographie
Rolands Kalniņš naît le 9 mai 1922 dans la famille d'un employé des postes à Vecslabada, paroisse d'Istra, district de Ludza. Il étudie au Gymnasium de Riga entre 1937 et 1940. Après la Seconde Guerre mondiale, en 1947, il commence à travailler au studio de cinéma de Riga et apprend de manière indépendante le métier de réalisateur. Au départ, il travaille comme assistant réalisateur. Il débute en 1960, avec le mélodrame Ilze d'après le livre d'Anna Brodele, puis, enchaîne la même année avec l'adaptation du roman de Vilis Lācis La Tempête. Il préfère les longs métrages historiques et les drames sociaux. Deux de ses films des années 1960 - Akmens un šķembas et Quatre chemises blanches - sont interdits par la censure soviétique et retirés des salles de projection. En cours de réalisation, son film Piejūras klimats' a également été suspendu, et son tournage n'a pu être terminé. Il aborde le thème de la guerre et de l'annexion de la Lettonie par l'URSS dans Je me souviens de tout, Richard en 1967.
Rolands Kalniņš a également tourné des documentaires. Son documentaire Conversation avec la reine sur le travail de création de l'actrice Vija Artmane a reçu le prix Lielais Kristaps en tant que meilleur long métrage documentaire en 1980.
Membre de l'Union des cinéastes lettons depuis 1962, Rolands Kalniņš est également l'un des fondateurs du studio de cinéma Trīs (1989), dans lequel un projet d'une série documentaire sur la Lettonie du XXe siècle a été créé. L'histoire de carrière de Rolandas Kalniņš constitue un épisode du cycle documentaire letton Cinema Century in Latvia (1999).
En avril 2018, une version restaurée de son film Quatre chemises blanches a été incluse dans le prestigieux programme Cannes Classics du Festival de Cannes.

## Décoration
- Officier de l'ordre des Trois Étoiles (1998)

## Filmographie
- 1960 : Ilze
- 1960 : La Tempête (Vetra)[2]
- 1963 : Sous terre (Pazeme)
- 1967 : Je me souviens de tout, Richard (Es visu atceros, Ričard)  ou La Pierre et les éclats (Akmens un skembas)[3]
- 1967 : Quatre chemises blanches (Elpojiet dzili ou Četri balti krekli)[5]
- 1970 : Le Chevalier de la reine (Karalienes bruninieks)
- 1972 : Ceplis
- 1975 : Quatre printemps (Cetri pavasari)
- 1978 : Jeux virils en plein air (Muzhskie igry na svezhem vozdukhe)
- 1982 : Trois jours pour réfléchir (Tri dnya na razmyshleniye)
- 1983 : Le Chemin de pierre (Akmenainais cels)
- 1985 : La rencontre aura lieu par tous les temps (Match sostoitsya v lyubuyu pogodu)
- 1987 : Si on endure tout ça (Ja mes visu to parcietisim)
- 1999 : Faust éternel (Muzigais Fausts)
- 2007 : Le Vin amer (Rugtais vins)

### Second réalisateur
- 1955 : Salna pavasarī de Pāvels Armands
- 1956 : Cēloņi un sekas de Varis Krūmiņš
- 1957 : Kā gulbji balti padebeši iet de Pāvels Armands
- 1957 : Nauris de Leonīds Leimanis
- 1958 : Latviešu strēlnieka stāsts de Pāvels Armands
- 1968 : Le Temps des arpenteurs de Voldemārs Pūce (avec Varis Brasla)